# Lycaeides corsica
Lycaeides corsica är en fjärilsart som beskrevs av Tutt 1909. Lycaeides corsica ingår i släktet Lycaeides och familjen juvelvingar. Inga underarter finns listade i Catalogue of Life.